# Кларк, Билли
Уильям (Билл) Чарльз Кларк (англ. William Charles Clarke; родился 27 декабря 1987, Корк, Ирландия) — ирландский футболист, нападающий клуба «Чарльтон Атлетик». Был игроком молодёжной национальной сборной.

## Биография
Билли родился в Корке, но является воспитанником «Ипсвич Таун» и подписал контракт с клубом в мае 2005 года. В конце ноября 2005 года он дебютировал как профессионал, выйдя в качестве замены против «Кардифф Сити». Он выиграл юниорскую спортивную награду «Спортивная Звезда Ирландии» в 2005 году и был номинирован на премию «Ирландец до 19 лет» в 2006 году. Он также внёс большой вклад в молодёжной команде «Ипсвича», выиграв Кубок молодёжи ФА в 2005 году.